# Харечко, Григорий Тихонович
Григорий Тихонович Харечко (1908, Тахта — ?) — участник Великой Отечественной войны, старший чабан племовцезавода «Большевик», Ипатовский район, Ставропольский край. Герой Социалистического Труда (22.03.1966).

## Биография
Родился в 1908 году в селе Тахта, Ипатовского района Ставропольского края в семье крестьянина. Украинец. Брат Д. Т. Харечко.
С раннего возраста с братом приобщались к труду. Работали и в поле, и на огороде, но наиболее близким им стало животноводство. С 1930-х годов трудился чабаном в овцеводческом совхозе № 6 (позже – племзавод «Большевик») Ипатовского района. Участвовал в работе по выведению новой высокопродуктивной породы мериносов.

 
С июня 1941 года – в Красной Армии. Участник Великой Отечественной войны. Отстаивал блокадный Ленинград в составе 221-го танкового полка 8 армии Ленинградского фронта.
В боях с 1 по 8 августа 1944 года командир сапёрного отделения 1-й роты 80 инженерно-сапёрного батальона Харечко Григорий Тихонович показал себя бесстрашным командиром. Под сильным вражеским пулемётным и автоматным огнём обеспечивал продвижение советских танков. Участвовал в отражении контратак противника. Огнём своего отделения отбил две контратаки, спас танк Т-34 от поджога вражеским миномётчиком.
В сентябре того же 1944 года, старший сержант Харечко выполняя приказ по сопровождению танков во время освобождения Эстонии в период с 20 по 26 сентября действовал смело и решительно, проявляя образец мужества и храбрости.
Под огнём противника восстановил 3 разрушенных противником моста, построил 4 объекта подорванных мостов. Разминировал подступы к г. Раквере. Танк, сопровождаемый старшим сержантом Харечко, не имел ни одного случая задержки в продвижении в инженерном отношении. За эти подвиги дважды награждён медалью «За отвагу».
Войну закончил в поверженном Берлине. 
Демобилизовавшись из Красной Армии в 1945 году, трудился старшим чабаном госплемзавода – племовцезавода «Большевик» в Ипатовском районе Ставропольского края.
Именно здесь раскрылись его способности высококлассного овцевода. Он не жалел себя, не отказывался от сложных задач. Для товарищей являлся примером самоотверженности и добросовестного отношения к своим обязанностям. Накопленный опыт передавал другим. Внёс большой вклад в совершенствование Кавказской тонкорунной породы овец.
Указом Президиума Верховного Совета СССР от 22 марта 1966 года за достигнутые успехи в развитии животноводства, увеличении производства и заготовок мяса, шерсти и другой продукции Харечко Григорию Тихоновичу присвоено звание Героя Социалистического Труда с вручением ордена Ленина и золотой медали «Серп и Молот».
С 1968 года – на пенсии. 
Жил в посёлке Большевик Ипатовского района Ставропольского края.
Избирался депутатом сельского совета.

## Награды
- Золотая медаль «Серп и Молот» (22.03.1966)
- Орден Ленина (22.10.1949)
- Орден Ленина (22.03.1966)
- Орден Отечественной войны II степени (11.03.1985)
- Медаль «За отвагу» (06.08.1944)[3]
- Медаль «За отвагу» (15.10.1944)[4]
- Медаль «В ознаменование 100-летия со дня рождения Владимира Ильича Ленина» (6 апреля 1970)
- Медаль «За победу над Германией в Великой Отечественной войне 1941—1945 гг.» (9 мая 1945[5])[6]
- Медаль «За взятие Берлина»
- Медаль «За оборону Ленинграда»
- Юбилейная медаль «Двадцать лет Победы в Великой Отечественной войне 1941—1945 гг.» (7 мая 1965[7])
- Юбилейная медаль «Тридцать лет Победы в Великой Отечественной войне 1941—1945 гг.»[8]
- Медаль «Сорок лет Победы в Великой Отечественной войне 1941-1945 гг.»[9]
- Юбилейная медаль «50 лет Вооружённых Сил СССР» (26 декабря 1967[10])
- Медаль «За трудовое отличие»
- Медаль «Ветеран труда»

- медалями ВДНХ СССР:

## Память
- Его имя увековечено в Главном Храме Вооружённых сил России, и навсегда запечатлено на мемориале «Дорога Памяти»[11].
- В начале девятой пятилетки в совхозе была установлена премия имени братьев Харечко. Она присуждалась коллективу, получившему за год не менее 140 ягнят от сотни овцематок.
- На могиле установлен надгробный памятник.
- На территории п. Советское Руно установлены памятники Героям Социалистического Труда [12].